# Nosler
Nosler, Inc. es una empresa Estadounidense, creada por John Nosler, con sede en Bend, Oregón, que produce balas, munición, componentes de recarga y últimamente ha incursionado en la producción de rifles de caza. Se especializa en el desarrollo de balas de caza mayor y recientemente ha desarrollado una línea de calibres propios, que, siguiendo la filosofía de Roy Weatherby, logran altas velocidades de salida, que resultan en trayectorias mas planas y una mayor transferencia de energía al momento del impacto. 

## Historia
John Amos Nosler nació el 4 de abril de 1913 en Brawley, California. Antes de fundar Nosler trabajaba para Ford Motor Company.
Aficionado a la caza, Nosler se encontraba cazando alces en la Columbia Británica en 1946, cuando se dio cuenta de las deficiencias de las balas de la época al notar que la munición que estaba usando no logró penetrar lo suficientemente profundo como para alcanzar los órganos vitales y matar al animal rápidamente.
En ese momento, la mayoría de las balas encamisadas empleaban una sola envoltura de aleación de cobre (la camisa) alrededor de un solo núcleo de aleación de plomo . La funda de la mayoría de las balas militares estaba cerrada por delante y abierta por la base. Estas balas con camisa de metal completo ofrecían una buena penetración, pero a menudo no se expandían y pasaban completamente a través de un animal dejando una herida comparativamente pequeña.
Las balas de caza de punta blanda como las que usaba Nosler tenían la chaqueta aplicada en la dirección opuesta para cubrir completamente la base, pero abierta en la punta. Estas balas se expandirían para dejar un gran canal de herida, pero a veces se rompían en pedazos pequeños con un impulso inadecuado para vencer la resistencia de moverse a través del tejido óseo o muscular.
La experiencia inspiró a Nosler a desarrollar un nuevo diseño de bala, con la intención de expandirse fácilmente a velocidades de impacto bajas y mantener la integridad a velocidades de impacto altas (ver balística terminal ). Estas balas conocidas como las Nosler Partition usaban una cubierta especialmente diseñada que encerraba dos núcleos separados de aleación de plomo. El núcleo frontal estaba abierto en la punta para expandirse fácilmente, pero la expansión se detendría en la partición (que era una capa sólida de cobre que se extendía a lo largo de la bala, no solo la delgada capa de cobre que componía la cubierta). La parte de la bala detrás de la partición tiene la integridad estructural de una bala con cubierta metálica completa, pero la cubierta delantera expandida deja un canal de herida más grande. Las balas se fabricaron originalmente para uso personal, utilizando chaquetas torneadas hechas a mano. En 1948, Nosler comenzó a vender balas de partición comercialmente, formando Nosler, Inc.
Otras innovaciones de Nosler incluyeron nuevas técnicas de fabricación de camisas de bala que produjeron una expansión más consistente, mejores técnicas de unión del núcleo para evitar la separación del núcleo de plomo de la camisa de cobre y la punta balística de plástico (cono de nariz de polímero) que se usa para proporcionar balas de punta hueca con forma aerodinámica de la cola del barco Spitzer balas. El diseño de la punta balística de Nosler ha sido copiado por otros fabricantes, como las balas de la serie V-Max, ELD y A-Tip (punta de aluminio ) de Hornady . John Nosler vendió las instalaciones de producción a su hijo en 1988 y murió en su casa en Bend, Oregón, el 10 de octubre de 2010.

## Información de la empresa
Hoy en día, Nosler fabrica una serie de balas de caza diferentes para rifles, pistolas y cargadores de avancarga. También fabrican latón y venden munición cargada, y Nosler Custom ha comenzado recientemente a vender rifles de caza de edición limitada y semipersonalizados. La bala de diseño de partición original sigue siendo el producto estrella de la empresa. Ha sufrido muchos refinamientos a lo largo de los años, pero el concepto de diseño básico se ha mantenido sin cambios.

## Noticias de la compañía
Nosler experimentó una explosión masiva en su planta en Bend, Oregón, el 2 de junio de 2010. Nadie resultó herido en la explosión.
En febrero de 2015, Nosler anunció planes para expandir sus operaciones de larga data en Bend, Oregón, a la ciudad vecina de Redmond, donde la empresa compró 60 acres de terreno sin desarrollar en diciembre de 2014. La construcción de un edificio de 30,000 pies cuadrados está planificada para completarse en 2016 y albergará las crecientes operaciones de municiones y latón de cartuchos de Nosler, incluida la fabricación de su línea de productos SSA by Nosler basada en la adquisición de Silver State Armory por parte de la compañía en 2013. Se espera que la expansión agregue aproximadamente 20 puestos de trabajo en el centro de Oregón y permitirá que la planta original de Bend se concentre exclusivamente en la producción de balas.

## Desarrollos de la empresa
En 2006, Nosler anunció su primera oferta de rifle, el Model 48 Trophy Grade.
Nosler anunció el primer cartucho patentado de la compañía, el 26 Nosler, como el cartucho de 6,5 mm más potente del mundo disponible comercialmente durante SHOT Show en enero de 2014. En enero de 2015, Nosler presentó el segundo cartucho de la compañía, el 28 Nosler, un cartucho de rifle de 7 mm basado en el estuche 26 Nosler . Desde su lanzamiento, el 26 Nosler y el 28 Nosler han sido conocidos por sus altas velocidades de salida y sus trayectorias extremadamente planas. El estuche principal para ambos cartuchos se basa en el estuche .300 Remington Ultra Magnum.
En octubre de 2014, Nosler presentó la munición de punta balística como la última oferta de productos en su munición cargada de fábrica. La munición se carga exclusivamente con la línea de balas de caza con punta balística de Nosler, un proyectil con punta de polímero popularizado por la compañía cuando se introdujo en 1984 como una opción premium para la caza de animales de tamaño mediano como ciervos, antílopes y jabalíes. La línea de municiones Ballistic Tip combina el rendimiento del proyectil Ballistic Tip con el propio componente de latón de Nosler.
A fines de 2014, Nosler renovó la línea Model 48. Eliminó el Trophy Grade Rifle y lo reemplazó con el Patriot Rifle. El nuevo rifle tiene un gatillo Basix y culata Bell and Carlson. Para obtener la mayor precisión del Patriot, Nosler incorporó un chasis de cama de aluminio en la culata de fibra de carbono reforzada con fibra de aramida, y el cañón flota libremente. La culata es un laminado colocado a mano que es gris elefante con epoxi negro sobre la superficie. Lo que significa que nunca se deformará ni agrietará. El peine es recto con una mejilla de panqueque y una empuñadura de pistola gruesa y sólida. El rifle Patriot con recámara en .26 Nosler debería ser una combinación de caza efectiva desde las montañas hasta las praderas.
A principios de 2016, Nosler presentó su tercer cartucho, el .30 Nosler .
Octubre de 2016 Nosler presenta una nueva línea de balas de competición/objetivo: balas RDF
Octubre de 2016 Nosler presenta el .33 Nosler
En enero de 2017 Nosler presentó el .22 Nosler .